# Église vieille-orthodoxe géorgienne
L'Église vieille-orthodoxe géorgienne (en russe : Грузинская Древлеправославная Церковь) ou Église vieille-orthodoxe ibérienne slavo-géorgienne (en russe : Славяно-Грузинская Иверская Древлеправославная Церковь) est une petite Église orthodoxe vieille-croyante en Géorgie, née d'un schisme de l'Église vieille-orthodoxe russe en 1988.
Le chef de l'Église porte le titre d'Archevêque de Tbilissi et de toute la Géorgie, avec résidence à Tbilissi (titulaire actuel : Paul).

## Histoire

### Chronologie
- 1988 Scission de l'Église vieille-orthodoxe russe
- 2009 Réconciliation avec l'Église vieille-orthodoxe russe

## Organisation

### Structure territoriale
- Éparchie de Tbilissi
- Éparchie de Poti

## Relations avec les autres Églises

### Relations avec l'Église vieille-orthodoxe russe
L'Église vieille-orthodoxe russe reconnaît l'autocéphalie de l'Église géorgienne. L'Église géorgienne reconnaît la primauté d'honneur de l'Église vieille-orthodoxe russe.